# Борискин, Олег Алексеевич
Олег Алексеевич Борискин — советский хозяйственный, государственный и политический деятель.

## Биография
Родился в 1939 году. Член КПСС, русский. Окончил Брянский институт транспортного машиностроения.
С 1963 года — на хозяйственной, общественной и политической работе. В 1963—1993 гг. — инженер, заместитель начальника цеха, начальник цеха Липецкого тракторного завода, заместитель заведующего отделом Липецкого обкома КПСС, первый секретарь Левобережного райкома КПСС города Липецка, второй секретарь Липецкого обкома КПСС, начальник цеха завода «Центролит».
Избирался народным депутатом Липецкого областного Совета
В 1990 году, будучи в должности второго секретаря Липецкого обкома КПСС, был избран народным депутатом РСФСР от 496-го Октябрьского избирательного округа Липецкой области. Был избран в Верховный Совет РСФСР, в октябре 1991 года освобождён от этой должности по личному заявлению. Член Комитета Верховного Совета РФ по промышленности и энергетике (1990-1993), входил в состав фракции "Промышленный союз".
В 2000 г. — начальник МУП БТИ г. Липецка.
В 2017 году — заместитель председателя областного Совета ветеранов государственной гражданской службы. Член Общественного совета при председателе Липецкого городского совета депутатов. В июне 2017 года награждён знаком отличия «За заслуги перед Липецкой областью».